# Strada Primăverii din Cluj-Napoca
Strada Primăverii din Cluj-Napoca, până în 1987 Strada Lingurarilor, apoi Primăverii, iar între 1999-2002 Strada Ion Antonescu, este artera principală a cartierului Mănăștur, cel mai mare cartier clujean. Aici se află Biserica Calvaria, biserica fostei mănăstiri benedictine care din sec. al XI-lea a dat numele Mănășturului (Monasterium Beatae Mariae de Clus).
Între 1945-1964 a purtat denumirea bilingvă Str. Lingurarilor – Kalános utca.
Prin Hotărârea Consiliului Local al municipiului nr.226 din 29.08.2002, denumirea străzii “Mareșal Ion Antonescu” a revenit la vechea denumire “Primăverii”.
În dreptul nodului de circulație Cluj-Vest se află în construcție o biserică ortodoxă română cu hramul Sfinții Petru și Pavel.